# Petit Best 9
Albums de divers artistes du Hello! Project
Petit Best 8
(2007) Petit Best 10
(2009)
Petit Best 9 ou Pucchi Best 9 (プッチベスト9) est un album compilation de chansons des divers artistes du Hello! Project, sorti fin 2008.

## Présentation
L'album sort le 10 décembre 2008 au Japon sous le label zetima, le même jour que la compilation similaire Hello! Project Special Unit Mega Best (l'unique chanson du groupe High-King figure simultanément sur ces deux compilations). Il atteint la 66e place du classement de l'Oricon, et reste classé pendant deux semaines. Il contient des titres sortis en single dans l'année par la plupart des groupes et solistes du Hello! Project ; certains de ces titres ne figureront sur aucun autre album.
L'album ne contient que deux titres inédits : une reprise de la chanson enfantine traditionnelle Hana Ichimonme interprétée par Aya Matsuura, et une nouvelle version de la chanson Lalala Shiawase no Uta de Cute ré-interprétée par l'ensemble Wonderful Hearts composé des membres des groupes Cute, Morning Musume et Berryz Kōbō. Il contient aussi deux titres rares parus uniquement sur des singles en distribution limitée : Come Together d'Ongaku Gatas et Koero! Rakuten Eagles de Cute. 
L'album est le neuvième d'une série de compilations similaires homonymes nommées Petit Best, dont les volumes sortent chaque fin d'année. Un DVD homonyme (Petit Best 9 DVD) contenant la plupart des clips vidéo des chansons de l'album sort également le même jour. Le clip du titre en "face A" du single 16 Sai no Koi Nante y figure à la place du titre en "face B" qui apparait sur la version CD. Le titre inédit de Matsuura et la nouvelle version de Wonderful Hearts n'ont pas de clip, et celui de la chanson de Miki Fujimoto n'y figure pas.

## Liste des titres
| 1.  | Resonant Blue (リゾナント ブルー) | Morning Musume                                         |  |
| 2.  | Dschinghis Khan (ジンギスカン) | Berryz Kōbō                                            |  |
| 3.  | Edo no Temari Uta II (江戸の手毬唄II) | Cute                                                   |  |
| 4.  | Watashi no Koibito na no ni (私の恋人なのに) (face B de 16 Sai no Koi Nante)                                                             | Abe Natsumi & Yajima Maimi (Cute)                      |  |
| 5.  | Kizuna (きずな) | Aya Matsuura                                           |  |
| 6.  | Nanni mo Iwazu ni I Love You (なんにも言わずに I LOVE YOU)                                                                               | V-u-den                                                |  |
| 7.  | Charisma - Kirei (カリスマ・綺麗) | Melon Kinenbi                                          |  |
| 8.  | Papancake (パパンケーキ) | Tsukishima Kirari starring Kusumi Koharu               |  |
| 9.  | Anataboshi (アナタボシ) | MilkyWay                                               |  |
| 10. | Seishun! Love Lunch (青春! LOVEランチ)                                                                                                   | Athena & Robikerottsu                                  |  |
| 11. | Come Together (distribution limitée) | Ongaku Gatas                                           |  |
| 12. | C\C (Cinderella\Complex) (C\C) (シンデレラ\コンプレックス)                                                                               | High-King                                              |  |
| 13. | Renai Rider (恋愛♥ライダー) | Buono!                                                 |  |
| 14. | Koero! Rakuten Eagles (越えろ! 楽天イーグルス) (distribution limitée)                                                                    | Cute                                                   |  |
| 15. | Lalala Shiawase no Uta (Hello! Pro Wonderful All Stars Ver.) (LALALA 幸せの歌) (ハロプロワンダフルオールスターズ Ver.) (version inédite) | Wonderful Hearts (Morning Musume + Berryz Kōbō + Cute) |  |
| 16. | Okitegami (置き手紙) | Miki Fujimoto                                          |  |
| 17. | Hana Ichimonme (花いちもんめ) (titre inédit)                                                                                             | Aya Matsuura                                           |  |

| 1.  | Resonant Blue (リゾナント ブルー)                                         | Morning Musume                           |  |
| 2.  | Dschinghis Khan (Mongolian Dance Shot Ver.) (ジンギスカン...)             | Berryz Kōbō                              |  |
| 3.  | Edo no Temari Uta II (江戸の手毬唄II)                                     | Cute                                     |  |
| 4.  | 16 Sai no Koi Nante (1213 Ver.) (私の恋人なのに...)                       | Abe Natsumi & Yajima Maimi (Cute)        |  |
| 5.  | Kizuna (きずな)                                                           | Aya Matsuura                             |  |
| 6.  | Nanni mo Iwazu ni I Love You (なんにも言わずに I LOVE YOU)                | V-u-den                                  |  |
| 7.  | Charisma - Kirei (カリスマ・綺麗)                                         | Melon Kinenbi                            |  |
| 8.  | Papancake (パパンケーキ)                                                  | Tsukishima Kirari starring Kusumi Koharu |  |
| 9.  | Anataboshi (アナタボシ)                                                   | MilkyWay                                 |  |
| 10. | Seishun! Love Lunch (青春! LOVEランチ)                                    | Athena & Robikerottsu                    |  |
| 11. | Come Together                                                             | Ongaku Gatas                             |  |
| 12. | C\C (Cinderella\Complex) -Rolling Ver.- (C\C) (シンデレラ\コンプレックス) | High-King                                |  |
| 13. | Renai Rider (恋愛♥ライダー)                                               | Buono!                                   |  |
| 14. | Koero! Rakuten Eagles (越えろ! 楽天イーグルス)                            | Cute                                     |  |

## Participantes
Comme pour les précédents volumes, toutes les chanteuses ayant interprété des titres de la compilation figurent sur le montage photographique en couverture, certaines apparaissant plusieurs fois en fonction de leurs différentes activités. La couverture du DVD a été modifiée en fonction des différences de contenu ; Miki Fujimoto en a ainsi été retirée.
- Morning Musume (Ai Takahashi, Risa Niigaki, Sayumi Michishige, Eri Kamei, Reina Tanaka, Koharu Kusumi, Aika Mitsui, Junjun, Linlin)
- Berryz Kōbō (Saki Shimizu, Momoko Tsugunaga, Chinami Tokunaga, Māsa Sudō, Miyabi Natsuyaki, Yurina Kumai, Risako Sugaya)
- Cute (Maimi Yajima, Erika Umeda, Saki Nakajima, Airi Suzuki, Chisato Okai, Mai Hagiwara, Kanna Arihara)
- Natsumi Abe
- Aya Matsuura
- V-u-den (Rika Ishikawa, Erika Miyoshi, Yui Okada)
- Melon Kinenbi (Hitomi Saito, Megumi Murata, Masae Otani, Ayumi Shibata)
- Tsukishima Kirari starring Kusumi Koharu (Koharu Kusumi)
- MilkyWay (Koharu Kusumi, Sayaka Kitahara, Yū Kikkawa)
- Athena & Robikerottsu (Risa Niigaki, Aika Mitsui, Saki Nakajima, Chisato Okai)
- Ongaku Gatas (Hitomi Yoshizawa, R. Ishikawa, Asami Konno, Mai Satoda, Miki Korenaga, Arisa Noto, Minami Sengoku, Yuri Sawada)
- High-King (Reina Tanaka, Ai Takahashi, Saki Shimizu, maimi Yajima, Yūka Maeda)
- Buono! (Airi Suzuki, Miyabi Natsuyaki, Momoko Tsugunaga)
- Miki Fujimoto (sur le CD)